# Kaza el marciano
Kaza el marciano (Kaza le martien en el original en francés) es un cómic de Kline inspirado en gran medida en Flash Gordon de Alex Raymond. Las 139 páginas que lo componen se publicaron entre 1946 y 1948 entre los números 26 a 125 de la revista belga OK, a dos páginas por semana.

## Sinopsis
Tres astronautas —un profesor, su hija Jane y el ayudante del profesor, Jacques— llegan a Marte. Allí se encuentran con el príncipe Kaza, emperador de Marte, derrotado por el tirano Algold. Numerosas aventuras llevan a los héroes a intentar reconquistar Libérapolis, la antigua capital de Kaza. Se encuentran con el pueblo de los yogs, los cabezas triangulares y los hombres de agua. Finalmente logran derrotar a Algold y devolver a Kaza su soberanía.